# Función de Thomae

Puntos de la gráfica de la función en el (0,1)

Función de Thomae, llamada así en honor a Carl Johannes Thomae, también conocida como la función de las palomitas, la función gotas de lluvia, la función de las nubes numerables, la función modificada de Dirichlet, la función de la regla, o las estrellas sobre Babilonia (por John Horton Conway) es una modificación de la función de Dirichlet. El valor real de la función f(x) se define como sigue:

{\displaystyle f(x)={\begin{cases}{\frac {1}{q}}&x\in \mathbb {Q} \;{\big |}\;x={\frac {p}{q}},\;q\in \mathbb {N} ,p\in \mathbb {Z} \land \operatorname {mcd} (p,q)=1\\0&x\notin \mathbb {Q} \end{cases}}}

donde:
- ℚ es el conjunto de los números racionales
- ℕ es el conjunto de los números naturales
- ℤ es el conjunto de los números enteros
- mcd es el máximo común divisor

Si x = 0, se toma q = 1. Asumiendo que el mcd(p, q) = 1 y q > 0 da una representación única del número racional (ejemplo, excluyendo la representación de 2/4 como 1/2) haciendo de f una función bien definida.

## Discontinuidades
La función de las palomitas de maíz es tal vez el ejemplo más simple de una función con un complejo conjunto de discontinuidades: f es continua en todos los números irracionales y discontinua en todos los números racionales.

### Demostración informal
Claramente, f es discontinua en todos los racionales: puesto que los irracionales son densos en los reales, para algún racional x, sin importar qué ε se elija, aquí hay un irracional a aún más próximo a nuestro x donde f(a) = 0 (cuando f(x) es positivo). En otras palabras, f no puede tener aproximarse a cualquier número positivo, ya que su dominio está lleno de ceros.
Para mostrar la continuidad en los irracionales, sin pérdida de generalidad suponemos que εes racional (para algún ε irracional podemos optar por una ε racional más pequeña y la prueba es transitiva). Puesto que ε es racional, puede ser expresada en términos más sencillos como a/b. Queremos mostrar que f(x) es continua cuando x es irracional.
Note que f toma su valor máximo de 1 en cada número entero, por lo que podemos restringir nuestro estudio entre {\displaystyle \scriptstyle \lfloor x\rfloor } y {\displaystyle \scriptstyle \lceil x\rceil }. Como ε tiene un denominador finito b, los únicos valores para los que f puede devolver un valor mayor a ε son los que tienen un denominador menor o igual a b. No sólo existe un número finito de valores entre dos enteros con denominador menor o igual que b, por lo que estos se pueden enumerar de manera exhaustiva. Eligiendo δ como la distancia más pequeña cercana de x a uno de estos valores garantiza que todos los valores dentro de δ de x originan f(x) < ε.

## Integrabilidad
La función es Riemann integrable bajo el siguiente criterio:
| Criterio de Lebesgue para la integrabilidad de Riemann Sea f una función definida y acotada en [a,b] y sea D el conjunto de las discontinuidades de f en [a,b]. Entonces f {\displaystyle \in R} (con {\displaystyle R} el conjunto de las funciones Riemann integrables) en [a,b] si, y solo si, D tiene medida cero. |

Además, el conjunto de discontinuidades son los números racionales, y los racionales son numerables, el conjunto tiene medida cero, por lo que la función en el [0, 1], verifica el criterio de Lebesgue, y por tanto es Riemann integrable en el [0, 1].

## Seguimiento
Una pregunta natural es si hay una función continua en los números racionales y discontinua de los números irracionales. Esto es imposible porque el conjunto de discontinuidades de una función debe ser un Fσ set. Si tal función existiera, los irracionales serían un  conjunto Fσ y por tanto, ya que no contienen un intervalo, serían un conjunto escaso. De aquí que los números reales, siendo la unión de racionales e irracionales, serían un conjunto escaso. Esto contradice el Teorema de categoría de Baire.
Una variante de la función de las palomitas puede ser usada para mostrar que cualquier conjunto Fσ de números reales puede ser un conjunto de discontinuidades de una función. Si {\displaystyle \scriptstyle A\;=\;\bigcup _{n=1}^{\infty }F_{n}} es la unión numerable de conjuntos cerrados {\displaystyle \scriptstyle F_{n}}, definimos
{\displaystyle f_{A}(x)={\begin{cases}{\frac {1}{n}}{\mbox{ si }}x\in \mathbb {Q} {\mbox{ y }}n{\mbox{ es mínima para que }}x\in F_{n}\\-{\frac {1}{n}}{\mbox{ si }}x\in \mathbb {R} \setminus \mathbb {Q} {\mbox{ y }}n{\mbox{ es mínima para que }}x\in F_{n}\\0{\mbox{ si }}x\notin A\end{cases}}}
Un argumento similar al utilizado para la función de las palomitas de maíz muestra que {\displaystyle \scriptstyle f_{A}} tiene a A como conjunto de discontinuidades.